# Manuela de Laborde
Manuela de Laborde (Ciutat de Mèxic, 1989) és una artista visual mexicana que centra el seu treball en el cinema i el vídeo-art.

## Biografia
Manuela de Laborde va estudiar Art a l'Edinburgh College of Art (2011) i es va graduar en Cinema i Vídeo a l'Institut d'Arts de Califòrnia (CalArts) (2016). El 2012, la seva exposició individual Maquettes va tenir lloc al Generator Projects de Dundee, Escòcia i la seva pel·lícula de graduació As Without So Within es va estrenar el 2012 al Toronto International Film Festival.
Les seves pel·lícules i treballs han estat projectats i s'han vist en festivals de cinema internacionals i altres espais expositius com The Bijou Theater a CalArts, el Ji.hlava International Documentary Film Festival de Txèquia, a la Reial Acadèmia Escocesa, al Festival Internacional de les Arts de Singapur o al Festival Internacional de Cinema de Róterdam, entre uns altres. Ha estat residint durant diversos anys a Los Angeles, Estats Units; des del 2019 és artista resident a Alemanya i en l'actualitat (2020), ho és també a Mèxic, vinculada al Museu Tamayo Art Contemporan.
L'obra de Manuela de Laborde té reclams estètics de plaer, però el seu propòsit és profundament conceptual. El treball de l'artista evoluciona al voltant d'una recerca per localitzar i aïllar els conceptes que es construeixen al voltant d'elements tangibles. A l'descobrir aquests elements, Laborde regenera la imatge i la posiciona en noves formacions, creant nous espais virtuals.